# Dalbaşı, Horasan
Dalbaşı là một xã thuộc huyện Horasan, tỉnh Erzurum, Thổ Nhĩ Kỳ. Dân số thời điểm năm 2011 là 164 người.